# Persenet
Persenet ist der Name einer altägyptischen Königin der 4. Dynastie. Die Lesung ihres Namens ist unsicher, da die einzige Nennung beschädigt ist. Sie trägt sowohl den Titel einer leiblichen Königstochter als auch den der Königsgemahlin, ihre familiären Verhältnisse sind allerdings nicht sicher zu bestimmen. Aufgrund der Position ihres Grabes wird sie allgemein als Gemahlin von Pharao Chephren angesehen. Die Annahme, dass der Wesir Nikaure beider Sohn wäre, beruht ebenfalls nur auf der unmittelbaren Nachbarschaft seines Grabes zu dem der Persenet.

## Grabstätte
Persenet gehört das Felsgrab LG 88 auf dem Zentralfriedhof in Gizeh. Es besteht aus einem langgestreckten Hauptraum, der an seiner Westseite durch zwei Pfeiler von einem kleineren Raum getrennt wird, in dem sich der Sarkophag-Schacht befindet. Abgesehen von der Nennung von Name und Titeln der Verstorbenen ist das Grab völlig undekoriert. Überreste einer Bestattung konnten nicht gefunden werden.